# Belagerung von Tournai (1667)

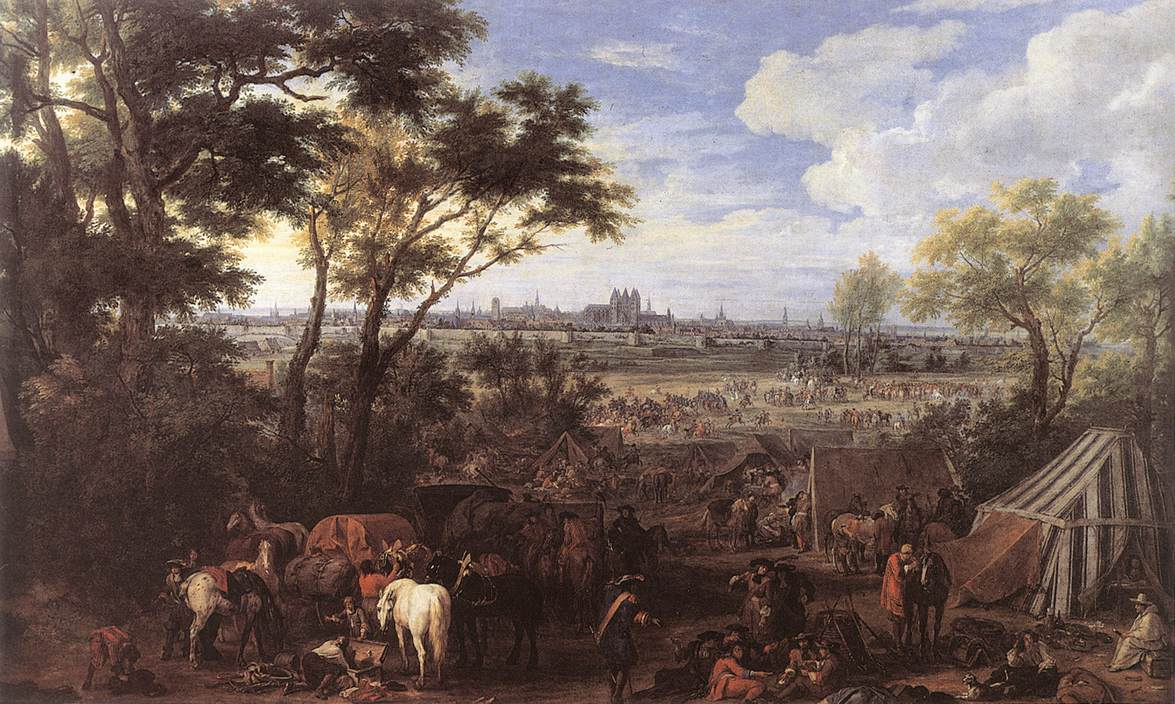
Die Armee Ludwigs XIV. vor Tournai 1667, Gemälde von Adam Frans van der Meulen, 1684, Königliche Museen der Schönen Künste, Brüssel

Die Belagerung von Tournai von 1667 ist eine Episode aus dem Devolutionskrieg. Die Stadt Tournai wurde sechs Tage von Marschall Turennes Armee belagert, bevor sie sich ergab.

## Kontext
Die Schwäche der spanischen Monarchie nach dem Tod des Königs Philipp IV., verbunden mit dem langwierigen Restaurationskrieg, der den größten Teil des spanischen Militärpotenzials band und fast nur Rückschläge gebracht hatte, wollte Ludwig XIV. ausnutzen, um Teile der Spanischen Niederlande unter seine Kontrolle zu bringen.
Ludwig XIV., der den Feldzug persönlich anführte, hatte das Ziel, direkt nach Brüssel zu marschieren. Marschall Turenne, der eigentliche Befehlshaber, war jedoch vorsichtiger und riet dem König, erst ein leichteres Ziel in Angriff zu nehmen, da die Armee noch nicht optimal auf eine anstrengende Belagerung der Stadt vorbereitet war und kleinere Erfolge vorab sie beflügeln würden.

## Vorgeschichte
Am 2. Juni 1667 hatte Turenne Charleroi erobert und damit die Kontrolle über die Verbindungen zwischen den nordwestlichen und den südöstlichen Teilen der spanischen Besitzungen gewonnen. Der spanische Statthalter Marqués de Castel Rodrigo erwartete nun einen Angriff auf Mons im Westen oder Namur im Osten und ließ beide Festungen verstärken. Doch Turenne wandte sich weder nach Osten, noch nach Norden (Brüssel), umging auch Mons und nahm am 16. Juni das nordwestlich gelegene Ath ein, welches die spanischen Truppen, überrascht vom unerwarteten Vormarsch der Franzosen, verließen ohne Widerstand zu leisten. Die Franzosen begannen damit, auch die Befestigungen dieser Stadt, ebenso wie die von Charleroi, auszubauen.
Ziel des Marschalls Turenne war es nun, ganz Flandern mitsamt der Hauptstadt Lille auch von den großen spanischen Festungen im Norden (Brügge, Gent, Brüssel und Antwerpen) abzuschneiden. Er wandte sich deshalb als Nächstes gegen Tournai,

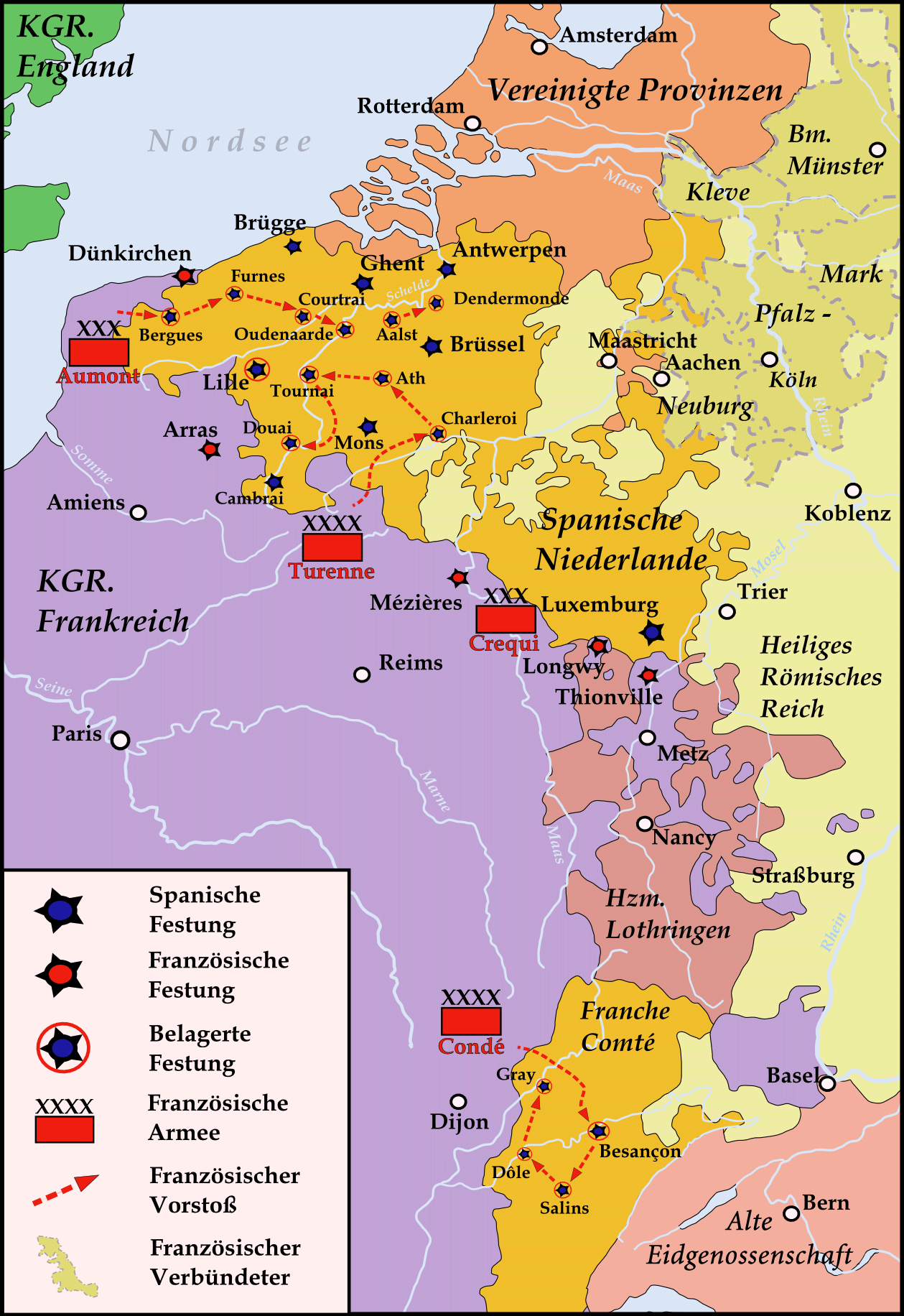
Karte des Kriegverlaufs

## Ablauf
Von Ath aus marschierten die Franzosen weiter nach Westen und zogen am 21. Juni vor den Stadtmauern von Tournai auf, wodurch Lille, das nur eine Tagesreise weiter westlich lag, bedroht war und gleichzeitig Mons nun von drei Seiten eingeschlossen wurde.
Ein Schützengraben wurde bereits am nächsten Tag ausgehoben. Die Stadt, deren Verteidigungsanlagen veraltet waren, ergab sich bereits nach vier Tagen, am 25. Juni, die Zitadelle, die unter dem Kommando des Marquis de Trazegnies stand, einen Tag später.

## Nachwirkungen
Ludwig XIV. befahl den Bau einer neuen Zitadelle. Bereits im August 1667 begannen die Arbeiten mit umfangreichen Zerstörungen, bei denen die Kirche Sainte-Catherine, Klöster und etwa 300 Häuser geopfert wurden.
Mit der Eroberung von Tournai war auch der Übergang über die Schelde geschafft und der Weg nach Lille frei. Ludwig XIV. zog es jedoch vor, einen Teil der Armee nach Süden marschieren zu lassen und ab dem 30. Juni Douai zu belagern, das am 4. Juli kapitulierte.